# Verkoletto
Verkoletto är en ö i Finland. Den ligger i Bottenhavet eller Skärgårdshavet och i kommunen Nystad i den ekonomiska regionen  Nystadsregionen i landskapet Egentliga Finland, i den sydvästra delen av landet. Ön ligger omkring 69 kilometer nordväst om Åbo och omkring 220 kilometer väster om Helsingfors.
Öns area är 0,7 hektar och dess största längd är 130 meter i sydöst-nordvästlig riktning.